# Willem Zonderland
Willem Zonderland (Westzaan, Krabbelbuurt, 9 april 1884 – Leeuwarden, 11 april 1974) was een Nederlands kapelmeester.
Hij was zoon van Antje de Boer en horlogemaker Pieter Zonderland. Hijzelf was getrouwd met Wiepke Buwalda uit Winsum.  Zoon Pieter Zonderland was hoogleraar rechten aan de Erasmus Universiteit. Willem werd gecremeerd op begraafplaats Goutum.
De muziek zat er al vroeg bij hem in. Op vijfjarige leeftijd begon zijn interesse te groeien onder invloed van zijn vader. Zijn muziekleraren waren Ulfert Schults, Ary Belinfante, Anton Tierie, Jan Willem Kersbergen, Egon Petri (in Berlijn), Dirk Schäfer en Charles de Wolff. Ook zat hij in de orkestklas van Willem Kes. Tijdens en na die studie was hij enige tijd koorleider (Wormersch Mannenkoor) en organist te Schagen.
Hij kwam na zijn opleiding in 1909 naar Harlingen. Daar was hij pianist, organist, kapelmeester en koordirigent van Euterpe. Vanaf 1918 was hij meer in Leeuwarden te vinden, eerst als organist van de Doopsgezinde Kerk aldaar, een functie die hij ongeveer dertig jaar zou vervullen. Hij was er ook muziekrecensent van de Weekblad voor Muziek, Leeuwarder Courant en Nieuwsblad van het Noorden. 
Hij was tussen 1919 en 1934 dirigent van het Stedelijk Muziekkorps Leeuwarden, Symphonie Orkest Leeuwarden (SOL) en Friesche Orkestvereeniging (FOV), drie voorlopers van het Frysk Orkest  Het orkest ging in 1934 aan financiële malaise ten onder (crisisjaren). Hij trad ook als pianosolist op met die orkesten maar ook met de Groninger Orkest Vereeniging. Bekend van hem waren vooral de uitvoeringen van de pianoconcerten van Ludwig van Beethoven In die jaren was hij tevens dirigent bij Arbeiders Zangvereniging De Dageraad Hij was tevens directeur van de Stedelijk Muziekschool Leeuwarden.
Ook op bestuursvlak was hij aan het werk. Bij werkte voor het Nederlands Muziekpedagogisch Verbond, de Maatschappij tot Bevordering der Toonkunst, Nederlandse Dirigenten Organisatie Friesland (voorzitter)  en Nederlandse Organisten Vereniging.
Zonderland zou enig tijd muziekleraar zijn van Simon Vestdijk, hij wordt genoemd in diens werk De koperen tuin.
Hij was benoemd tot ridder in de Belgische Kroonorde en Officier d’Academie Française.
Zonderland werd negentig jaar.
- Digitale Bibliotheek voor de Nederlandse Letteren: zond009
- International Standard Name Identifier: 0000 0003 8937 7033
- Nederlandse Thesaurus van Auteursnamen: 09490068X
- Virtual International Authority File: 282796921